# Телстар (футбольний клуб)
«Телстар» (нід. Telstar, [ˈtɛlˌstɑr]) — нідерландський професійний футбольний клуб з міста Велзен. Виступав в Еерстедивізі, другому за рівнем нідерландському дивізіоні, а з 2025 виступає у «Ередивізі» — вищому дивізіоні. Домашні матчі команда проводить на стадіоні БУКО, який вміщує 5 200 глядачів.
Був заснований 17 липня 1963 року шляхом об'єднання професійних частин двох клубів — «ВСВ» (нід. VSV) та «Стормвогельс» (нід. Stormvogels). Новий клуб отримав назву на честь однойменного супутника, що був запущений незадовго до того. Найвищим досягненням клубу в чемпіонаті Нідерландів є 6-е місце в сезоні 1973/74, всього у найвищому нідерландському дивізіоні команда провела чотирнадцять сезонів.
Головний тренер команди — Майк Снуй, призначений на цю посаду в 2017 році після відставки Мішела Вонка.